# 汕头市潮阳实验学校
汕头市潮阳实验学校（简称潮阳实验、潮实），本部位于广东省汕头市潮阳区，另在揭阳市普宁市有以“普宁市潮实高级中学”名义创办的普宁分校区，是汕头市建平房地产有限公司于2000年投资创办的一所十二年一贯制民办学校。学校2003年被评为广东省一级学校，2010年被广东省国家级示范性普通高中。
学校建筑面积68万多平方米，现于汕头市有校本部和初中校区两个校区，于揭阳市还有近1000亩的校办农场。截至2020年6月，在校学生23032人，教职员工2219人。

## 校史
2000年8月30日，汕头市教育局批准举办潮阳市实验学校，办学层次为小学及初中，潮阳市教育局为学校的主管单位。
2003年3月，潮阳撤市分区，学校亦更名为汕头市潮阳实验学校。
2004年9月，学校增办高中。
2016年9月，占地面积3.7万余平方米，建筑面积9万平方米的初中新校区投入使用。
2021年，总校长张复昌离职，张仕平继任新校长。
2021年，受广东省教育厅禁止跨市招生政策影响，潮实集团于揭阳市创办分校。潮实与普宁市红领巾实验学校合作办学，以“普宁市红领巾实验学校高中部”名义设立暂时的普宁分校。
2024年，潮实集团在普宁市大坝镇建设普宁分校校园，并于同年8月竣工。原红领巾实验学校高中部师生搬迁至此，以“普宁市潮实高级中学”名义办学。

## 教学情况
潮阳实验学校创办以来，其办学成绩都十分优秀，教育质量在省内名列前茅，多年来许多学生考入清华大学、北京大学，是汕头市乃至广东省的一张教育名片。学校每年的高考重本率或高优率均位于汕头市前列，2016年的重本率更居汕头市第二位，仅次于公办的汕头市金山中学。